# Chloridolum robusticolle
Chloridolum robusticolle är en skalbaggsart som först beskrevs av Maurice Pic 1946.  Chloridolum robusticolle ingår i släktet Chloridolum och familjen långhorningar. Inga underarter finns listade i Catalogue of Life.